# Institut Karolinska
L'institut Karolinska (en suédois, Karolinska Institutet) est une université médicale, basée à Stockholm en Suède. Il est l'un des centres de recherche médicale et de groupements universitaires les plus importants et les plus réputés du monde. Il décerne tous les ans le prix Nobel de physiologie ou médecine. L'institut, membre de la Ligue européenne des universités de recherche, associe une université et un hôpital de formation. L'essentiel des programmes est en suédois même si les projets de doctorats sont pilotés en anglais.

## Histoire
L'institut Karolinska a été fondé par le roi Charles XIII de Suède en 1810 comme centre d'entraînement pour chirurgiens militaires. L'Institut Karolinska est la troisième plus ancienne école de médecine de Suède, après l'université d'Uppsala (fondée en 1477) et l'université de Lund (fondée en 1666).
Le premier nom qui lui a été donné était Medico-Chirurgiska Institutet (« institut médico-chirurgical »). En 1817, le nom propre suffixé (préfixé en suédois) Karolinska lui a été accolé en mémoire des Karoliner, appellatif donné aux soldats du roi Charles XIII de Suède. Le titre entier était Kongl. Carolinska Medico Chirurgiska Institutet. En 1968, l'intitulé fut simplifié pour Karolinska Institutet (KI), à savoir « institut Karolinska ».
|  | Conformément aux instructions testamentaires d'Alfred Nobel, l'Institut Karolinska devient responsable de la sélection des lauréats de l'un des cinq prix Nobel soit le prix Nobel de physiologie ou de médecine dès 1901. En 1880, l'institut Karolinska autorise son accès aux femmes. Ainsi, en 1884, Karolina Widerström devint la première femme à obtenir un baccalauréat en médecine de l'institut ; elle a ensuite obtenu une licence en médecine et a choisi de se spécialiser en médecine des femmes et en gynécologie. Anna Stecksén est devenue la première femme à obtenir un doctorat de l'université. |

## Organisation
L'institut Karolinska compte 22 départements de recherche et médecine comparée, une bibliothèque universitaire et une administration universitaire. L'institut Karolinska est devenue l'un des plus grands centres de formation et de recherche en Suède, représentant 30 % de la formation médicale et plus de 40 % de toutes les recherches universitaires en médecine et en sciences de la vie menées en Suède.
En 2011, en collaboration avec les universités de Stockholm et d'Uppsala, l'institut Karolinska fonde un laboratoire, le SciLifeLab, avec des équipements hautement technologiques. L'institut implémente un nouvel hôpital qui centralise les entreprises, les centres de recherches, qui selon le responsable de l'aménagement du projet "Stockholm Science City" constitue l'hôpital « le plus moderne d'Europe ».
De 2012 à 2016, le ministère suédois de l’éducation et de la recherche a mené une politique d'investissement destiné à la recherche médicale dont l'Institut Karolinska est principale bénéficiaire suivi de l’École royale polytechnique Kungliga tekniska högskolan (KTH).
|  |  |  |  |

### Campus deSolna
| - Biologie cellulaire et biologie moléculaire (CMB) - Centre de génomique et de bio-informatique (CGB) - Institut de médecine environnementale - Formation en informatique, management et éthique (LIME) - Biochimie médicale et biophysique (MBB) | - Épidémiologie médicale - Microbiologie et tumeur, biologie cellulaire (MTC) - Neuroscience - Physiologie et pharmacologie |

#### KI Nord - Hôpitaux Karolinska et Danderyd
- Neuroscience clinique
- Sciences cliniques, hôpital Danderyd
- Médecine
- Médecine moléculaire
- Oncologie-pathologie
- Science de santé publique
- Science chirurgicale
- Santé de la femme et de l'enfant (gynécologie, obstétrique et pédiatrie)

#### Campus deHuddingeet hôpitalSöder
- Biosciences au Novum
- Centre pour les sciences chirurgicales (CFSS)
- Centre de recherche clinique
- Sciences cliniques
- Laboratoire médical de sciences et technologie
- Nutrition médicale
- Médecine
- Microbiologie, pathologie et immunologie
- NEUROTEC
- Soin infirmier
- Odontologie
- Science clinique et éducation, hôpital Söder

## Prix Nobel de physiologie ou de médecine
Le prix Nobel de physiologie ou médecine est attribuée annuellement pour récompenser des travaux inédits et des techniques nouvelles dans le domaine.
Le processus de sélection est assuré par l’Assemblée Nobel de l'institut Karolinska qui compte 50 membres votants. Il établit une liste de cinq nominations à partir d'un choix préalable d'une cinquantaine de candidatures élaborées par le comité Nobel. Le comité se compose de 5 membres de l'Institut Karolinska qui se relaient par cooptation tous les trois ans.

## Identité visuelle

Logo de l'Institut Karolinska.

Le logo comporte les icônes associés aux symbolisme suivants :

### Bâton d'Asclépios
Le bâton d'Asclépias est l'emblème d'Asclépios est un bâton court duquel s'enroule un serpent, devenu l'emblème universel des professions médicales. À l'origine, dans la mythologie grecque, il est l'attribut du dieu Apollon qui l'offre à son fils Asclépios, dieu de la médecine.

### Bol de serpent
Le bol de serpent était à l'origine représenté avec la fille d'Asclepius, la déesse vierge de la santé Hygie. Le serpent mangeant dans son bol, ce qui était considéré comme un symbole de vie. Rien ne permet de penser que le serpent sécrète son venin dans le bol.

### Coq
Le coq symbolise la nouvelle vie de ceux qui ont été rétablis de la maladie. Tel est le sens des derniers mots du philosophe grec Socrate après avoir bu la coupe empoisonnée : "Crito, nous devons un coq à Asclepius. Payez-le. N'oubliez pas."

## Anciens étudiants ou enseignants célèbres
- Jöns Jacob Berzelius (1779-1848, professeur au KI), inventeur moderne de la notation chimique, considéré comme l'un des pères de la chimie, il a découvert les éléments silicium, sélénium, thorium, et cérium ;
- Carl Gustaf Mosander (1792-1858, étudiant à Berzelius, son successeur en 1836), chimiste, découvreur des éléments lanthane, erbium et terbium ;
- Anders Retzius (1796-1860), anatomiste ;
- Hjalmar Abelin, (1817- 1893), professeur de pédiatrie ;
- Gustaf Magnus Retzius (1842-1919), anatomiste et journaliste, fils d'Anders Retzius ;
- Karl Oskar Medin (1847-1928), pédiatre, chercheur sur les cas de poliomyélite (professeur entre 1883 et 1914) ;
- Hugo Theorell (1903-1982), prix Nobel de physiologie ou médecine en 1955 ;
- Torsten Wiesel (né en 1924), prix Nobel de physiologie ou médecine en 1981 ;
- Pehr Edman (1916-1977), chimiste ;
- Lars Leksell (1907-1986), physicien, inventeur de la chirurgie radio et du couteau gamma ;
- Sune Bergström (1916-2004), prix Nobel de physiologie ou médecine en 1982 (avec Bengt I. Samuelsson et John Robert Vane) ;
- Bengt I. Samuelsson (né en 1934), prix Nobel de physiologie ou médecine en 1982 (avec Sune Bergström et John Robert Vane) ;
- Ragnar Granit (1900-1991), prix Nobel de physiologie ou médecine en 1967 ;
- Göran Liljestrand (1886-1968), physiologiste et pharmacologue ;
- Ulf von Euler (1905-1983), physiologiste, prix Nobel de physiologie ou médecine en 1970 ;
- Lorenz Poellinger (né en 1957), professeur au département de biologie moléculaire et cellulaire ;
- Rolf Luft (1914-2007), professeur, endocrinologue.
- Bertil Aldman (1925-1998), professeur, biomécanique.
- Abdel El Manira (1965 - ), professeur et neuroscientifique.

## Classement international
L'Institut Karolinska est classé 47e au classement mondial 2014 « Academic Ranking of World Universities » de l'Université Jiao-tong de Shanghai qui classe 6 000 écoles et universités en fonction du volume et de la qualité de leurs publications électroniques. L'Institut Karolinska n'est toutefois pas une université multi-disciplinaire : ses activités d'enseignement et de recherche sont concentrées autour des sciences biomédicales : l'Institut Karolinska est ainsi classé 12e dans la catégorie "Médecine" et 31e dans la catégorie "Life Sciences".
Selon le QS World University Rankings 2014-2015, l'institut Karolinska a été classé 8e meilleure université mondiale dans la catégorie "Sciences de la Vie et Médecine".

## Polémique
À la suite de la diffusion d'une série documentaire sur la chaîne de télévision publique suédoise SVT, l'Institut Karolinska est impliqué dans une fraude scientifique lié au recrutement du chirurgien Paolo Macchiarini. La révélation médiatique de l'affaire entraînera la démission du recteur, Anders Hamsten et du professeur de génétique Urban Lendahl du poste de secrétaire général de l’instance chargée de décerner le prix Nobel de médecine.
En septembre 2019, Karin Dahlman-Wright démissionne de son poste de vice-présidente à la suite d'une enquête menée par l'université de Göteborg qui a trouvé des « erreurs graves » parmi ses publications scientifiques. Karin Dahlman-Wright conserve son poste à l'université en tant que professeur d'endocrinologie moléculaire en attendant la décision finale du président de KI, Ole Petter Ottersen. À la suite de l'affaire Paolo Macchiarini, Karin Dahlman-Wright a été nommée comme successeur de Anders Hamsten. Elle a notamment supervisé les nouvelles procédures de traitement des cas de suspicion d'inconduite dans la recherche visant à restaurer la confiance selon le président du conseil d'administration de l'université, Lars Leijonborg.

## Incident
À la fin de l'année 2023, à la suite d'une panne de congélateur, l'institut Karolinska a perdu plusieurs centaines d’échantillons essentiels à ses travaux. Le résultat de plus de 30 années de travail en laboratoire a été perdu, tout cela en une seule nuit, la veille de Noël, à cause d’une panne d’électricité sur des congélateurs qui conservaient des prélèvements effectués dans des laboratoires du monde entier. La réparation des 16 réservoirs cryogéniques qui disposent d’une autonomie de quatre jours n’a pas pu se faire dans les délais et pas un seul échantillon n’a résisté à la panne. Une perte évaluée à plus de 40 millions d’euros, mais un "préjudice incalculable pour la science", d’après les responsables de l’Institut. Ces prélèvements devaient notamment servir de base de travail aux recherches sur la leucémie.